# Боровик, Татьяна Васильевна
Татьяна Васильевна Боровик (укр. Тетяна Василівна Боровик; род. 13 июня 1957, Киев) — украинская артистка балета и балетмейстерша; член Национального хореографического союза Украины. Народная артистка УССР (1989).

## Биография
Родилась 13 июня 1957 года в городе Киеве (теперь Украина). В 1975 году окончила Киевское государственное хореографическое училище (класс Галины Кирилловой).
С 1975 года — солистка Национальной оперы Украины в Киеве, с 1977 года — прима-балерина.
В 2003 году получила полное высшее образование по специальности «Хореография», квалификация «Репетитор балета». Преподаёт в Киевском университете имени Бориса Гринченко дисциплину «Практикум по классическому танцу». Руководитель базы практики.

## Награды
- Народная артистка УССР с 1989 года[4];
- Почётная грамота Кабинета Министров Украины (2001)[5];
- Лауреатка[6]:
  - 1-го Республиканского конкурса артистов балета и балетмейстеров (Киев, 1983; 1-я премия);
  - 7-го Всесоюзного конкурса артистов балета и балетмейстеров (Москва, 1984; 2-я премия);
  - Международного конкурса имени Дягилева (1992, приз за лучшее партнерство);
- Премия за лучшее партнерство Международного конкурса имени Рудольфа Нуреева (Будапешт, 1998)[7].